# Stenus vicinus
Stenus vicinus är en skalbaggsart som beskrevs av Thomas Casey. Stenus vicinus ingår i släktet Stenus och familjen kortvingar. Inga underarter finns listade i Catalogue of Life.